# Hiroshi Yamauchi
Hiroshi Yamauchi (jap. 山内 溥 Yamauchi Hiroshi; n. 7 noiembrie 1927, Kyoto — d. 19 septembrie 2013, Kyoto) a fost până în 2002 președintele firmei de jocuri video, Nintendo. 
1. 1 2  Hiroshi Yamauchi, Find a Grave, accesat în 9 octombrie 2017